# ベンカット
ベンカット（ベトナム語：Thành phố Bến Cát / 城庯𤅶葛）はベトナムのビンズオン省にある都市である。人口は2021年時点で355.663人、面積は234.35km2である。

## 行政区画
7坊1社から構成される。
- アンディエン社（An Điền / 安田）
- アンタイ社（An Tây / 安西）
- チャインフーホア坊（Chánh Phú Hòa / 政富和）
- ホアロイ坊（Hòa Lợi / 和利）
- ミーフオック坊（Mỹ Phước / 美福）
- タンディン坊（Tân Định / 新定）
- トイホア坊（Thới Hòa / 泰和）
- フーアン社（Phú An / 富安）